# 채혈침

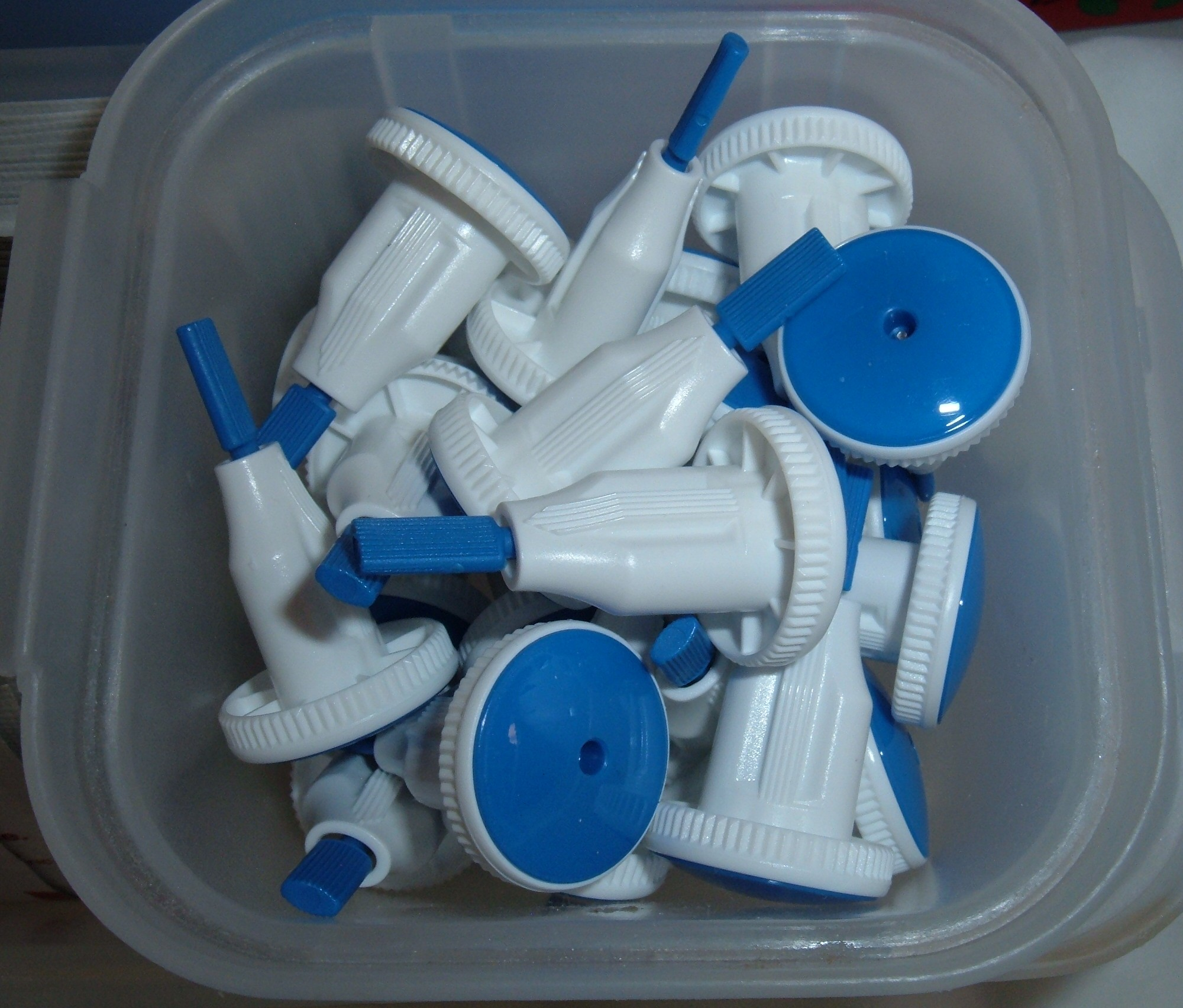
일회용 채혈침(란셋)이 들어 있다.

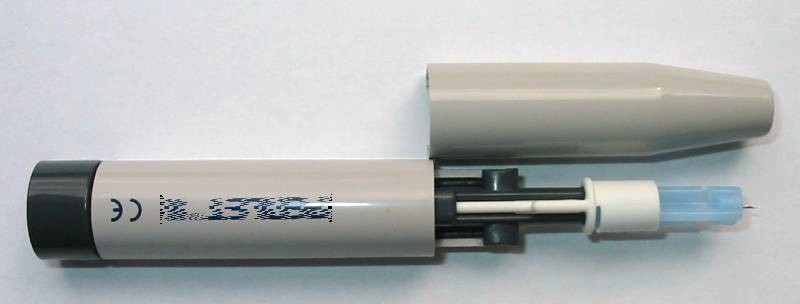
끝에 채혈침(란셋)이 있는 혈액 샘플링 도구- 채혈기

채혈침(국립국어원 표준화 표기), 또는 단순히 란셋(또는 랜싯)은 모세혈관의 혈액을 채취하는 데 쓰이는 작은 의료도구이다. 란셋은 작은 메스와 비슷하지만 양날의 날 혹은 바늘을 지니고 있다. 란셋은 핑거스틱처럼, 작은 양의 혈액을 채취하기 위해 상처를 내는 데 쓰인다. 일반적으로 일회용이다.
채혈침은 또한 알레르기 피부 검사에서 상처를 내기 위해 사용되기도 한다.
채혈기에는 란셋이 장착되어 있다. 이는 혈당 검사를 위해 당뇨병 환자들이 주로 사용한다. 다양한 피부 두깨에 따라 얼마나 깊게 찌르는지 조정 가능하다. 긴 채혈기는 태아의 산염기 상태 측정을 위해 두피 혈액을 검사할 때 사용된다.
중세시대에는 사혈을 위해 사용된 메스의 형태였으나 현대에 들어오며 사혈 치료법이 없어진 탓에 현재의 채혈침 형태로 변했다. 당시의 란셋은 기술을 요했는데 - 작고 매끄러운 날이 서 있었다.

## 혈액 샘플링
채취된 모세혈관 혈액 샘플은 혈당, 헤모글로빈 그리고 이 외의 혈액을 이루는 요소들을 검사하기 위해 쓰일 수 있다.